# تامر حمد
تامر حمد (عبری: תומר חמד‎؛ زادهٔ ۲ مارس ۱۹۸۷) یک بازیکن فوتبال اسرائیلی است که به عنوان مهاجم در باشگاه فوتبال برایتون اند هوو آلبیون و تیم ملی فوتبال اسرائیل بازی می‌کند.

## زندگی شخصی
حمد یهودی است. پدر او زادهٔ اسرائیل است و مادر او در لهستان، در یک خانوادهٔ یهودی زاده شده‌است.

## افتخارات
مکابی حیفا
- قهرمانی در لیگ برتر فوتبال اسرائیل: ۲۰۱۰-۱۱

برایتون اند هوو آلبیون
- نایب قهرمانی در چمپیونشیپ: ۲۰۱۶-۱۷

### فردی
- بازیکن فوتبال سال اسرائیل: ۲۰۱۷-۱۸[۳]